# Драгослав Андрич
Драгослав Андрич (на сръбски: Драгослав Андрић, Dragoslav Andrić), роден 1923 г. в Чачак, е сръбски писател, поет и драматург, лексикограф и публицист, съставител на антологии и, преди всичко, преводач на художествена литература на сръбски от френски, английски, немски, ниедерландски, руски и други езици. Има преведени около 130 книги с поезия, проза и драма.

## Биография
Драгослав Андрич учи в театралния факултет на Музикалната академия в Белград и в драматургичното студио на Народния театър на Сърбия. Завършва английска филология.
Става известен през 1970-те и 1980-те години със своя „Речник на жаргона“, хумористичния сборник „Всичкознание, учебник по глупост“, антология на рок-поезията „Стерео стихове“ и няколко сборника и антологии на световната поезия, сред които „Стиховете“ на Огден Неш, любим поет на Драгослав Андрич. През 2003 – 2004 г. издава шест антологии на световната поезия: „Американската поезия днес“ (с предговор от Чарлз Симич), „В името на държавата“ (канадска поезия), „Отпечатък на сърцето в прахта“ (поезия на американските негри), „Кой, аз ли?” (английска и американска хумористична поезия), „Светът в капка роса“ (класическа китайска поезия), „Не запалвай още светилника“ (стара японска поезия).
През 2005 г. завършва „Всичкознание – висш курс“ и „Речник на жаргона“ с около 20 хиляди думи и изрази (2 пъти повече от първото издание).
Драгослав Андрич е работил и като драматург в театъра. Сръбската актриса Радмила Андрич му е съпруга.
В началото на 1990-те години, като гостуващ професор в Университета в Чикаго, води курс по творчески художествен превод.
Освен с книжовна дейност, Драгослав Андрич се е занимавал и с шахмат, по който се увлича от 11-годишна възраст. В периода 1948 – 1981 се състезава активно .
Пред сръбското списание „Време“ Драгослав Андрич казва, че преводачите често пъти знаят по-добре собствения си език от писателите, от които се очаква да го усъвършенстват (Преводната литература в Сърбия: Печатът на преводача Архив на оригинала от 2005-02-19 в Wayback Machine.).

## Произведения
- Речник на жаргона (Речник жаргона), 1972, 2005 („Жаргонът е език, който е запретнал ръкави и се е захванал за работа“, Драгослав Андрич)
- Всичкология – учебник по глупост (Сваштара — уџбеник нонсенса), 1981 (първите четири издания до 1988 г. излизат в 35000 тираж)
- Всичкология – висш курс (Сваштара — виши курс), 2005
- Лексикон на вицовете (Лексикон вицева), 1994, ISBN 86-7019-143-1
- Закачено — Откачено (Такнуто — Ћакнуто) (в съавторство с Любивое Ршумович)
- Виж ме – упражнения за духовно разпускане (Види мене — вежбе за духовно опуштање) (в съавторство с Любивое Ршумович)
- Градината на добрата надежда – стихотворения и гатанки за животните от белградската зоологическа градина (Врт добре наде — песме и питалице о животињама из београдског Зоолошког врта)

### За шаха
- Шахът – игра на милиони (Шах — Игра Милиона) (II преработено издание), 1966; 1997
- Атака, завършваща с мат (Матни удар), 2 изд., 1989

## Антологии и сборници с преводи
- Антология на световната любовна поезия (Антологија свјетске љубавне поезије). (превод Драгослав Андрич, Данко Анджелинович, Данило Киш и др.), 1970
- По-нови фламандски разкази (Новије фламанске приповетке), (предговор от Карел Янкхере), 1972.
- Огден Неш, Стихове (Огден Неш, Стихови), 1972
- Боб Дилан (Боб Дилан), 1978 (в съавторство с Душан Латкович)
- Не запалвай още светилника (Не пали још светиљку) (антология на класическата японска поезия), 1981
- Ърскин Колдуел Пътят на тютюна, Безредици през юли (Ерскин Колдвел, Дувански пут; Нереди у јулу) (превод Лерка Радович, Драгослав Андрич), 1981
- Светът в капка роса (Свет у капи росе), (антология на класическата китайска поезия), 3. издание, 1991
- Graffiti International (антология на графитите), 2000
- Стерео стихове (Стерео стихови), (антология от златната ера на рок поезията), 2000
- Американската поезия днес (Америчка поезија данас), 2003, ISBN 86-7639-721-X
- Кой – аз ли? (Ко — је л' ја?) (антология на английската и американската хумористична поезия), 2003, ISBN 86-7639-740-6
- В името на държавата (У име земље) (антология на канадската поезия), 2004, ISBN 86-7639-832-1 (обхваща английската и френската езикови области)

## Преводи на драматични произведения
- Кол Портър, Целуни ме, Кейт (Кол Портер (Cole Porter) Пољуби ме, Кејт (Kiss me, Kate))
- Йожен Йонеско, Театър (Ежен Јонеско, Позориште) (събрани произведения), 1997 (колектив, в който участва и Dragoslav Andrić)
- Рон Кларк и Сам Бобрик Норман, ти ли си? (Рон Кларк и Сем Бобрик: Јеси л' то ти, Нормане?)
- Жорж Фейдо Хотел „Желания“ (Хотел „Парадизо“) (Жорж Фејдо (Georges Feydau), Хотел Слободан промет), (театър „Йоаким Вуич“, Крагуевац), 2003